# Gift Leremi
Mpho « Gift » Leremi, né le 13 octobre 1984 à Soweto et mort le 3 septembre 2007, est un footballeur international sud-africain évoluant au poste de milieu de terrain.

## Biographie
Gift Leremi fait ses débuts en équipe première des Orlando Pirates le 10 août 2002 contre Moroka Swallows. Il honore dans la foulée sa première sélection internationale le 17 novembre 2002. Il opère toutefois principalement avec l'équipe des espoirs (moins de 23 ans) des Bafana Bafana.
Il remporte le titre de champion d'Afrique du Sud en 2003 avec les Orlando Pirates qu'il quitte en 2007 pour rejoindre Mamelodi Sundowns.
Il trouve la mort à 22 ans dans un accident de voiture à Johannesbourg.